# Fotogramas de Plata 1969
El lliurament dels 20è Premis Fotogramas de Plata (coneguts oficialment com a Placa San Juan Bosco), corresponents a l'any 1969, lliurats per la revista espanyola especialitzada en cinema Fotogramas, va tenir lloc el 31 de gener de 1970, diada de Sant Joan Bosco, a la residència de la família Nadal, propietària de la revista, al barri de Pedralbes (Barcelona). Les plaques foren recollides personalment pels guanyadors menys la de Mia Farrow, que fou recollida per Analía Gadé.

## Candidatures

### Millor intèrpret de cinema espanyol
| Intèrpret         | Pel·lícula    | Resultat  |
| ----------------- | ------------- | --------- |
| Geraldine Chaplin | La madriguera | Guanyador |
| Francisco Rabal   | Nazarín       | Finalista |
| Sara Montiel      | Esa mujer     | Finalista |

### Millor intèrpret de cinema estranger
| Actriu            | Pel·lícula           | Resultat   |
| ----------------- | -------------------- | ---------- |
| Mia Farrow        | La llavor del diable | Guanyadora |
| Jean Pierre Léaud | Baisers volés        | Finalista  |
| Joanne Woodward   | Rachel, Rachel       | Finalista  |
| Dustin Hoffman    | El graduat           | Finalista  |
| Vanessa Redgrave  | Isadora              | Finalista  |

### Millor intèrpret de televisió
| Intèrprete            | Sèrie de televisió | Resultat   |
| --------------------- | ------------------ | ---------- |
| Fernando Fernán Gómez | La última cinta    | Guanyadora |
| Paco Valladares       | -                  | Finalista  |
| Pepe Martín           | -                  | Finalista  |